# 덕신고등학교
덕신고등학교(德新高等學校)는 대한민국 인천광역시 강화군 강화읍 국화리에 있는 사립 고등학교이다.

## 학교 연혁
- 1967년 10월 27일 : 학교법인 덕신학원 문교부 인가(설립자 어덕신)
- 1967년 10월 27일 : 초대 이사장 어덕신 취임
- 1969년 3월 1일 : 덕신중학교 개교
- 1981년 11월 28일 : 덕신고등학교 설립인가(6학급)
- 1982년 3월 1일 : 개교(2학급)
- 1984년 2월 14일 : 덕신중학교 제13회 졸업(연인원 1,501명)
- 1984년 2월 28일 : 덕신중학교 폐교
- 1985년 2월 16일 : 덕신고등학교 제1회 졸업
- 2018년 11월 1일 : 제6대 이사장 이유나 취임
- 2022년 3월 1일 : 제15대 교장 박상익 취임
- 2024년 1월 31일 : 덕신고등학교 제40회 졸업 57명(연인원 4,413명)

## 참고 자료
- 덕신고등학교 - 한국교육학술정보원 학교알리미